# 阿芙朵嘉·雅科夫列夫娜·帕纳耶娃
阿芙朵嘉·雅科夫列夫娜·帕纳耶娃（俄语：Авдо́тья Я́ковлевна Пана́ева,1820年8月12日—1893年4月11日），俄羅斯小说家及回忆录作家。
阿芙朵嘉·布良斯卡娅出生于圣彼得堡一个艺术世家。父亲雅科夫·布良斯基是戏剧学院的一名悲剧演员，母亲A.M.斯蒂帕诺娃在剧院出演歌剧。阿芙朵嘉就读于圣彼得堡戏剧艺术学院，但一生未曾有过演出。
1837年阿芙朵嘉与作家帕纳耶夫结为夫妻，并因此接触到作家的文学圈子。1846年起，阿芙朵嘉与涅克拉索夫同居，持续15年。她与帕纳耶夫和涅克拉索夫都曾合作出版小说，并曾发表自己的短篇小说。帕纳耶娃与涅克拉索夫合作出版了《三个国家》和《死湖》。她的小说大多反映当代的社会问题，倡导女性解放。
帕纳耶夫夫妇也是文学沙龙的积极组织者，参与者包括列夫·托尔斯泰，冈察洛夫，赫尔岑，别林斯基和车尔尼雪夫斯基等。1845年陀思妥耶夫斯基在聚会上朗读了自己的处女作《穷人》。
《帕纳耶娃回忆录》（1889年）中生动的描绘了当时的人物百态，也是四十年代关于俄国文学界的重要历史资料。